# Josephinia africana
Josephinia africana är en sesamväxtart som beskrevs av Wilhelm Vatke. Josephinia africana ingår i släktet Josephinia och familjen sesamväxter. Inga underarter finns listade i Catalogue of Life.